# Magnetospirillum magnetotacticum
Magnetospirillum magnetotacticum é uma bactéria gram-positiva, microaerofílica e magnetotáctica. Foi isolada pela primeira vez pelo microbiologista Richard P. Blakemore, em 1975. É caracterizada por uma morfologia helicoidal, espiralada. Esta bactéria possui motilidade, devido à presença de flagelo.
Habita tipicamente em água doces rasas e sedimentos, caracterizados por baixas concentrações de oxigénio para o crescimento (microaerofílica).
Uma característica peculiar desta bactéria é o facto de se orientar de acordo com o campo magnético da Terra, uma habilidade denominada magnetotaxia. Isto acontece devido à presença, no citoplasma da bactéria, de organelos especiais denominados magnetossomas. Esta bactéria também faz uso de aerotaxia, de maneira a permanecer em condições favoráveis de concentração de oxigénio.